# Blåskäggig biätare
Blåskäggig biätare (Nyctyornis athertoni) är en fågel i familjen biätare inom ordningen praktfåglar.

## Utseende
Blåskäggig biätare är en stor (31–34 cm), skogslevande biätare med tvärt avskuren stjärt och karakteristiskt blått "skägg" som syns till och med hos mycket unga fåglar. Undersidan är gulbeige med grön streckning.

## Utbredning och systematik
Blåskäggig biätare delas in i två underarter med följande utbredning:
- Nyctyornis athertoni athertoni – förekommer från Indien till sydvästra Kina och Sydostasien.
- Nyctyornis athertoni brevicaudatus – förekommer på Hainan (södra Kina).

## Status och hot
Arten har ett stort utbredningsområde, men tros minska i antal, dock inte tillräckligt kraftigt för att den ska betraktas som hotad. Internationella naturvårdsunionen IUCN listar arten som livskraftig (LC).

## Namn
Fågelns vetenskapliga artnamn hedrar J. Atherton (1797-1827), löjtnant i British Army i Indien och naturforskare.